# مكناسة
مكناسة هي قبيلة أمازيغية مستوطنة في المغرب تازة وغرب الجزائر.
أصل المكانسة من إقليم طرابلس و جنوبي تونس، ولكنهم نزحوا في وقت ما قبل الإسلام إلى الغرب واستقروا في الجزائر الحالية (المغرب الأوسط) و وسط المغرب الحالي (المغرب الأقصى). و ما يشهد لوجودهم، لعديد من الأمور منها، اسم مدينة مكناس.
بعد فتح المسلمين لبلاد المغرب، اعتنق المكانسة الإسلام، سنة 711م شاركت مجموعة من أعضاء هذه القبيلة تحت قيادة طارق بن زياد في فتح بلاد قوط غربيون بمعركة سهل البرباط. استوطنوا شمال قرطبة في الأندلس ، وأسسوا في القرن 11 سلالة بنو الأفطس في بطليوس[بحاجة لمصدر].
مجموعة أخرى من المكانسة شاركت في انتفاضة ميسرة (739-742)، اعتنقوا إسلام الخوارج و أقاموا على الحافة الشمالية للصحراء إمارة سجلماسة (771-980). كما اكسب هذا تتويجا للمنطقة الغربية في تجارتها عبر الصحراء مع السودان و أدى إلى الازدهار الاقتصادي الكبير. كما كان لتحالفهم مع الخلافة بقرطبة الفضل في صد الهجمات التي قام بها الفاطميون. لكن بعد تحالف الأمير المعتز مع الفاطميين، هب المغراويون حلفاء الأمويين آنذاك، إلى إخراج قبيلة مكناسة من سجلماسة، و ظلُوا يهيمنون عليها حتى 1054، إلى أن دُمرت المدينة من قبل المرابطين.
في القرن 10 كان جزء آخر من بطون قبيلة مكناسة، حليف موالي للفاطميين في مكافحة الأمويين وحلفائهم في المغرب. أطاحوا بالرستميين من تاهرت سنة 912 و هجّروا الصالحيين سنة 917 من مملكة نكور شمال المغرب. إلا انهم لم يتمكنوا من القضاء على مقاومة المغراويين في شمال المغرب بشكل دائم. بعد ضعف قبيلة مكناسة جراء حربها الضروس مع المغراويين،لم يبق لها سوى الخضوع لحكم المرابطين في القرن 11.